# Pallavolo ai IV Giochi panamericani - Torneo femminile
Il III campionato di pallavolo femminile ai Giochi panamericani si è svolto dal 24 aprile al 3 maggio 1963 a San Paolo, in Brasile, durante i IV Giochi panamericani. Al torneo hanno partecipato 5 squadre nazionali nordamericane e sudamericane e la vittoria finale è andata per la seconda volta consecutiva al Brasile.

## Squadre partecipanti
| - Brasile - Messico - Perù - Porto Rico - Stati Uniti |

## Classifica finale
| Classifica | Squadre     |
| ---------- | ----------- |
|            | Brasile     |
|            | Stati Uniti |
|            | Messico     |
| 4          | Perù        |
| 5          | Porto Rico  |